# I Love You, Man
I Love You, Man is een Amerikaans filmkomedie uit 2009 onder regie van John Hamburg.

## Verhaal
Peter Klaven (Paul Rudd) is een makelaar die denkt alles te hebben wat zijn hartje begeert. Zijn vriendin Zooey Rice (Rashida Jones) zegt 'ja' wanneer hij haar ten huwelijk vraagt en hij mag het riante huis van acteur Lou Ferrigno verkopen, waarmee hij een behoorlijke commissie kan opstrijken. Als Zooey haar beste vriendinnen gaat bellen om over de aankomende bruiloft te vertellen, blijkt dat Peter eigenlijk niet één 'beste vriend' heeft. Hij kan het prima vinden met collega's en clubgenoten van het schermen, maar vriendschappen sluit hij zijn hele leven al alleen met vrouwen. Hij vindt dat prima, maar wanneer hij per ongeluk hoort dat Zooeys vriendinnen hem zielig vinden, besluit hij een mannelijke beste vriend te gaan zoeken. Dit met het achterliggende idee dat hij een getuige nodig heeft tijdens de bruiloft.
Peter maakt via een website afspraakjes met mannen, maar die blijken of homoseksueel of ze vinden hem een rare omdat hij totaal niet weet hoe zich te gedragen in een man-man vriendschap. Hij wil het opgeven, maar komt dan op een door hem georganiseerde bezichtiging van Ferrigno's huis bij toeval Sydney Fife (Jason Segel) tegen. Die vertelt hem direct dat hij zich alleen maar voor doet als bezichtiger om hapjes van het buffet te kunnen eten. Ze blijken elkaar prima te liggen en Sydney geeft Peter zijn visitekaartje. Hij belt dat direct de volgende dag en Sydney blijkt wel zin te hebben om samen wat te gaan doen.
Terwijl Peter in de daaropvolgende tijd Sydney beter leert kennen, blijkt die van mannelijk gedrag en vrijgezel zijn een kunst te maken. Hoewel dit wat nieuw en onwennig voor hem is, blijven ze afspreken en blijken ze aardig wat dingen gemeen te hebben. Sydney voert ook gesprekken met hem over onderwerpen die mannen volgens hem onderling bespreken en niet met vrouwen. Hij lokt Peter steeds verder uit zijn schulp om zich te gedragen als wie hij van binnen is in plaats van als de persoon die hij denkt te moeten zijn. Zooey vindt het in eerste instantie leuk dat Peter een vriend en in het verlengde daarvan getuige lijkt te hebben gevonden en moedigt hem aan. Op den duur vindt ze dat hij alleen wel erg veel tijd met Sydney optrekt in plaats van met haar.

## Rolverdeling

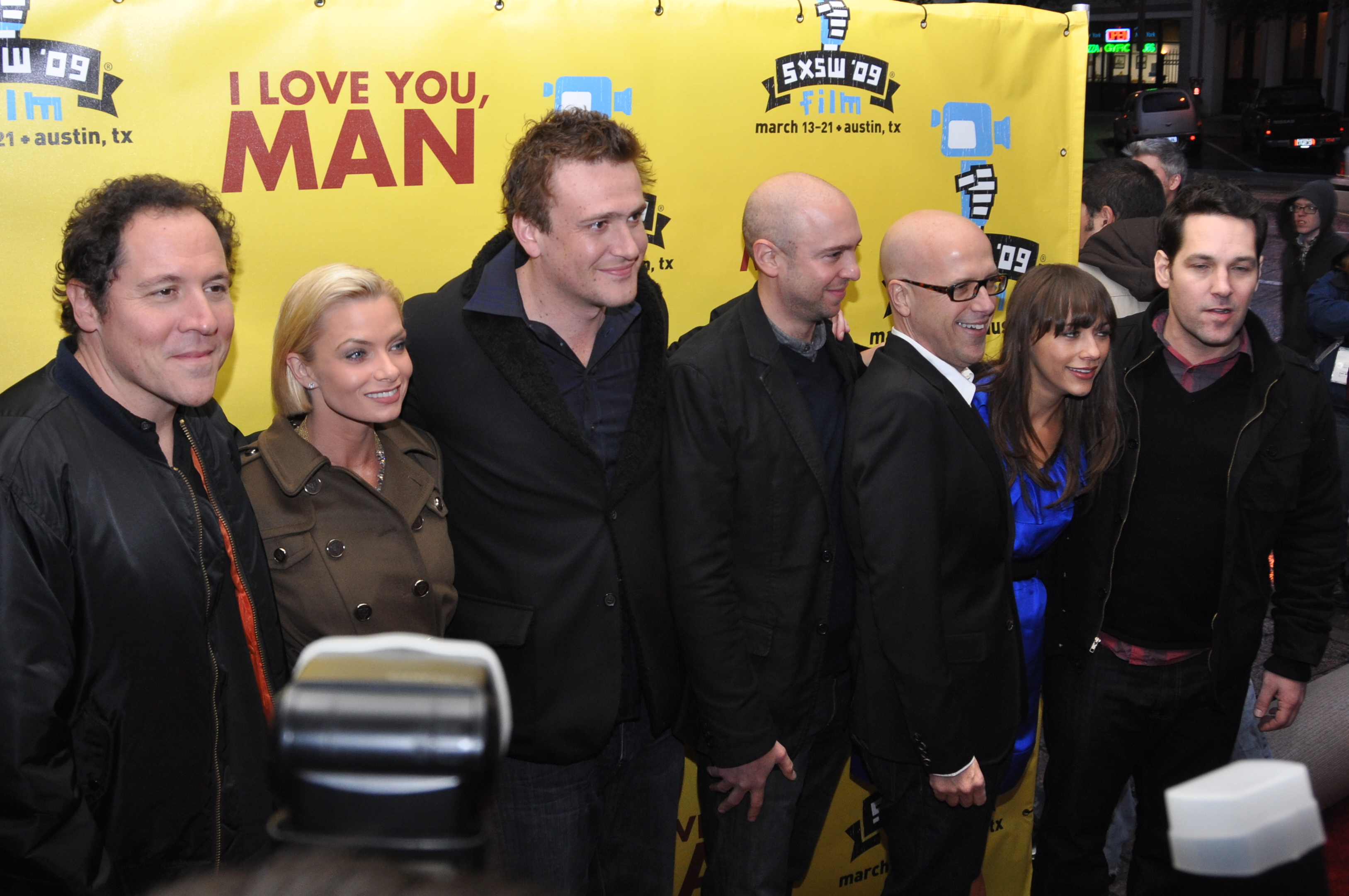
V.l.n.r: Jon Favreau, Jaime Pressly, Jason Segel, John Hamburg, Larry Levin, Rashida Jones en Paul Rudd

| - Paul Rudd - Peter Klaven - Rashida Jones - Zooey Rice - Jason Segel - Sydney Fife - Sarah Burns - Hailey - Jaime Pressly - Denise - Jon Favreau - Barry - Jane Curtin - Joyce Klaven - J.K. Simmons - Oswald Klaven - Andy Samberg - Robbie Klaven - Jean Villepique - Leanne - Rob Huebel - Tevin Downey - Mather Zickel - Gil | - Aziz Ansari - Eugene - Nick Kroll - Larry - Josh Cooke - Alan - Joe Lo Truglio - Lonnie - Thomas Lennon - Doug - Murray Gershenz - Mel Stein - Ping Wu - Mr. Chu - Geddy Lee - als zichzelf (Rush) - Alex Lifeson - als zichzelf (Rush) - Neil Peart - als zichzelf (Rush) - Lou Ferrigno - als zichzelf |

## Trivia
- Acteurs Rudd en Segel waren eerder samen te zien in de films Knocked Up en Forgetting Sarah Marshall.